# Wernigk von St. Ingbrecht

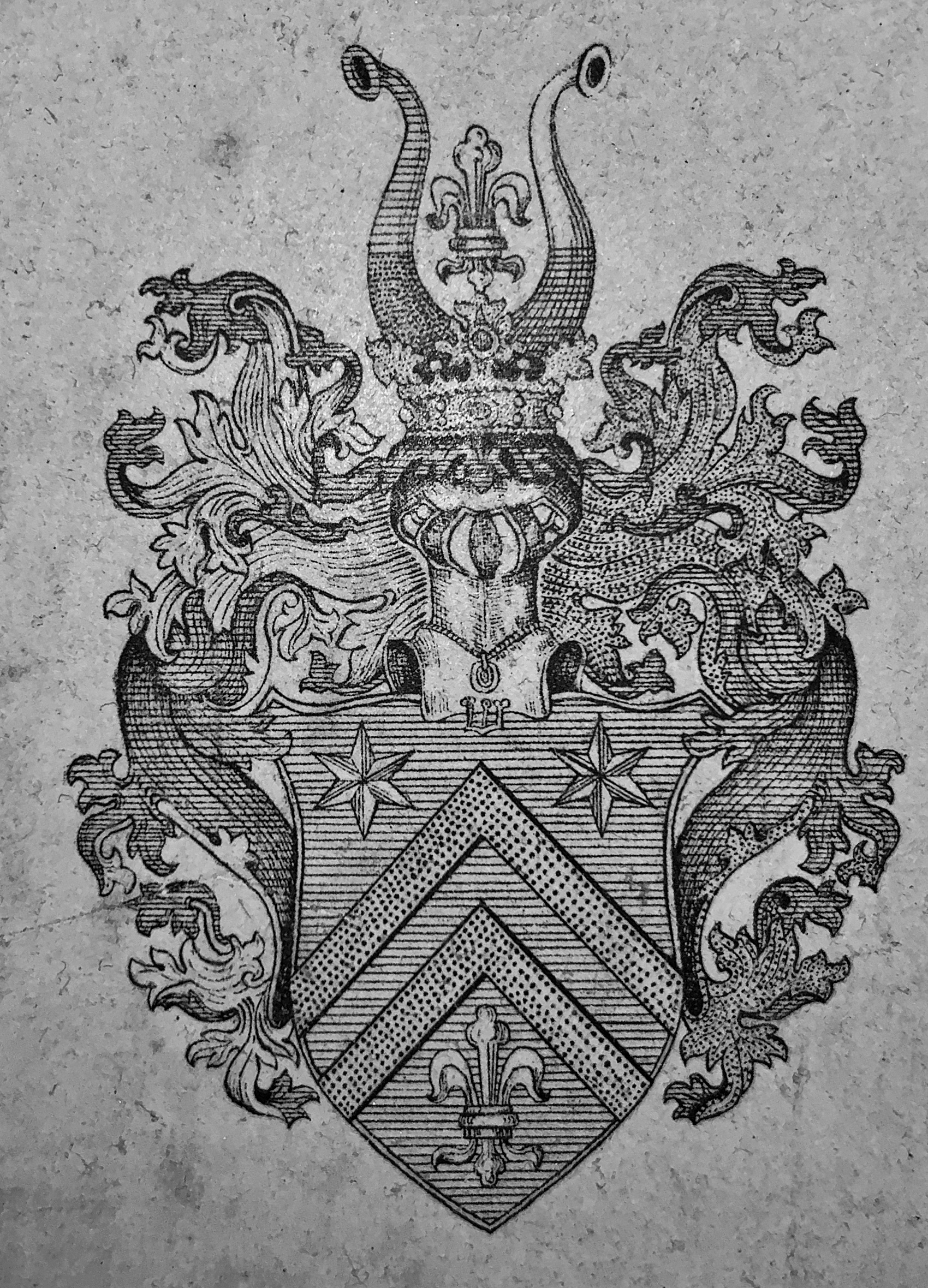
Wappen der Familie Wernigk von St Ingbrecht

Wernigk von St. Ingbrecht, ist der Name eines pfälzischen Adelsgeschlechtes. Die Familie, die schon 1816 im Mannesstamm erloschen ist, wurde am 21. Februar 1709 von Kaiser Joseph I. in den alten Reichsritterstand erhoben und gehörte dem Adelsstand an.

## Geschichte

### Herkunft
Als erster Angehörige des Geschlechtes erscheint Friedrich Bartholomäus Wernigk von St. Ingbrecht (1653–1716), Sohn von Bartholomäus Wernigk, der Burgvogt von Meisenheim war und schon höchste Positionen am Hof von Pfalz-Zweibrücken innehatte. Friedrich Bartholomäus Wernigk, später von St. Ingbrecht, war 1684 Sekretär bei der Herzogin von Pfalz Simmern in Meisenheim. Dann pfälzisch-zweibrückischer Geheimrat und wurde am 21. Februar 1709 von dem Kaiser mit dem Beinamen von St. Ingbrecht in den erblichen, alten Reichsritterstand erhoben. Mit dem Reichsritterstand erhielt die Familie den Aspach.- und Schönhof in der Umgebung von Zweibrücken.
Seine Gemahlin war Johanna Colliet du Viver aus Metz.

### Ausbreitung und Linien
Neben der in den Adelsstand erhoben Linie existierte die Familie Wernigk ohne den Beinamen von St. Ingbrecht als bürgerlicher Zweig weiter. Da die Familie schon seit Beginn der Reformation Anhänger dieser war gingen aus der bürgerlichen Linie unter anderem viele reformierte Pfarrer hervor, wie z. B. Carl Ludwig Wernigk Pfarrer von Meisenheim.
Als Stammvater des bürgerlichen Zweiges kann Johann Christian Wernigk angesehen werden und als Stammvater des in den Adelsstand erhoben Zweiges sein Onkel Bartholomäus Wernigk.
Mit dem Tod des Rates Emil Casimir Wernigk von St. Ingbrecht erlosch der pfälzische Zweig derer von St. Ingbrecht, da seine Söhne vor ihm starben und 1816 erlosch mit dem Tod des Major Carl Wernigk von St. Ingbrecht der adelige Zweig endgültig im Mannesstamm, da dieser zwei Töchter hatte. Der bürgerliche Zweig existiert weiter und bringt neben protestantischen Würdenträgern, hohe Militärs und Unternehmer hervor.

### Genealogie
(Quelle: )
1. Jost Wernigk (auch Wernickh) (* 1520),  1546 Frauenzimmerhofschneider am Hof Zweibrücken ⚭ Ottilia Althammer
2. Johann Albert Wernigk, Pfarrer in Rieschweiler
3. Johann Wilhelm Wernigk, 1632–1634 Diacon in Alsenz
4. Johann Christian Wernigk (1640–1686), Pfarrer in Wolfersweiler, Ransweiler, Wöllstein
3. Bartholomäus Wernigk (1610–1686), pfälzisch-zweibrückischer Regierungsrat ⚭ Catharina du Communy
4. Friedrich Bartholomäus Wernigk von St. Ingbrecht (1653–1716) Pfalz-Zw. Geheimrat ⚭ Johnna Colliet du Vivier
5. Carl Friedrich Wernigk von St. Ingbrecht (getauft 1682)
6. Friedrich Ludwig Wernigk von St. Ingbrecht (1720–1801), Königlich-Preußischer Oberstleutnant  ⚭ Louise Dorothea Küchmeister von Sternberg
7. Otto Friedrich Ludwig Wernigk von St. Ingbrecht (1755–1794), Major im Regiment Großfürst (mit Karoline von Pfalz-Zweibrücken in St. Petersburg) ⚭ ... von Schubert
7. Carl Wernigk von St. Ingbrecht († 1816), Capitain beim Bataillon von Fabeck, Major a. D. ⚭  Johanne Christiane von Seydlitz-Kurzbach
8. Mathilde Wernigk von St. Ingbrecht ⚭  1834 mit dem Divisionsprediger Dr. Toop
8. Friederike Wernigk von St. Ingbrecht ⚭  1836 mit dem Leutnant Gustav Albert von Kurowsky
9. Clara Mathilde von Kurowski (1838–1925) ⚭ Ernst Wilhelm Oscar von Saucken (1833–1910)
7. Tochter  ⚭ von Toczylowski
7. Friedrich Wernigk von St. Ingbrecht († 1816), Major und Kreis-Brigadier bei der Gendarmerie
5. Emil Casimir Wernigk von St. Ingbrecht (1684–1732), Herzg. Zw. Geheimrat ⚭ Maria Concordia von Salmuth
5. Anna Johanna Catharina Wernigk von St. Ingbrecht ⚭ Phillip Friedrich Freiherr von Schorrenburg, Oberamtmann, Geheimrat und dann Minister in Zweibrücken
6. Carl Friedrich Freiherr von Schorrenburg ⚭ Caroline von Waldau
6. Franz Ernst Philipp Freiherr von Schorrenburg

## Wappen
Das Wappen zeigt in blau zwei goldene Sparren oben von je einem silbernen Stern und unten von einer Lillie begleitet. Die Helmzier zeigt zwischen einem blau/gold und silber/blau geteiltem Büffelhorn eine silberne Lillie.

## Bedeutende Personen
- Jost Wernigk um 1520 in Mengertshausen geboren, Frauenzimmerhofschneider am Hof Zweibrücken, Stammvater der Familie Wernigk ab 1709 Wernigk von St. Ingbrecht[10][11]
- Wolf Wernigk, Weißgerber und 1595 Bürgermeister von Zweibrücken[12]
- Jost Wernigk, 1623 Kanzlei Sekretär und Landschreiber in Zweibrücken
- Christian Wernigk, 1634 Bürgermeister von Zweibrücken[13]
- Bartholomäus Wernigk (1610–1686), Burgvogt von Meisenheim, fürstlicher Secretär, Regierungsrat und Präsident des Oberkonsistoriums in Zweibrücken

## Güter
- Aspachhof (seit 1709)
- Schönhof (seit 1709)
- Lackmedien bei Bartenstein, Kreis Friedland, Ostpreußen